# Victor Lelièvre
Pour les articles homonymes, voir Lelièvre.
Victor Lelièvre, né le 4 mars 1876 à Vitré (Ille-et-Vilaine) et mort le 29 novembre 1956 à Québec,,, est un prêtre et un missionnaire oblat.

## Biographie
Originaire de Bretagne, il arriva au Québec en 1903 et œuvra dans la paroisse Saint-Sauveur du diocèse de Québec. Il se dévoua particulièrement au Sacré-Cœur et organisait de grandes processions au moment de la fête du Sacré-Cœur.
Proche du milieu ouvrier, il fonda la Maison Jésus-Ouvrier avec Louis Émond (1876-1949), détruite en 2015. Il voulait amener le Cœur du Christ au cœur de la vie des pauvres et des travailleurs, en privilégiant notamment l'Adoration eucharistique. À ce titre, il est l'un des fondateurs du syndicalisme catholique au Québec.
Il est dit avoir été très aimé des petites gens et des citadins. Le boulevard Père-Lelièvre, qui longe la rivière Saint-Charles, près de Vanier et de Québec, est nommé en son honneur.
Sa cause en béatification a été introduite à Rome. Il est donc serviteur de Dieu[réf. nécessaire].